# Фанерозой
Фанерозо́йский эон, фанерозо́й (др.-греч. φανερός «явный, открытый, видимый» и ζωή «жизнь») — четвёртый и нынешний геологический эон в истории Земли, начавшийся 538,8 ±0,6 миллионов лет назад, время повсеместного и ярко выраженного присутствия на планете развитой растительной и животной жизни. Предшествующая фанерозою часть истории Земли называется докембрием (в него группируются три оставшихся более ранних геологических эона — катархей, архей и протерозой), в нём практически отсутствовали развитые многоклеточные фауны организмов (исключениями являются франсвильская, хуайнаньская и эдиакарская биоты).
В фанерозое шла выраженная коэволюция животных и растений, так как появлялись животные, экологически связанные с определённой группой растений, и наоборот. Поскольку среду обитания животных формируют растительные сообщества, эволюция животных шла с некоторым запаздыванием по сравнению с эволюцией растений. Фанерозой начался с резкого увеличения числа ископаемых останков различных типов животных, известного как «кембрийский взрыв». В течение палеозойской эры (539—252 млн лет назад) произошло колоссальное увеличение разнообразия животных и растений, а многоклеточная жизнь смогла колонизировать сушу. В дальнейшем, в течение эр мезозоя (252—66 млн лет назад) и кайнозоя (66—0 млн лет назад) происходила дальнейшая эволюция различных групп животных и растений, сопровождавшаяся их борьбой за экологическое доминирование. Эволюция организмов в фанерозое сопровождалась большим числом вымираний, из которых пять считаются массовыми, то есть затронувшими большое число различных организмов одновременно. Часто выделяется и шестое массовое вымирание — голоценовое, происходящее в настоящее время.
Что касается континентов, то в период раннего палеозоя (539—335 млн лет назад) единственным крупным материком была Гондвана, которая располагалась в районе южного полюса. Соединившись с Лаврентией и Сибирью, она образовала Пангею. В течение мезозоя и кайнозоя Пангея в результате движения плит образовала современные материки. Данный период также ознаменовался многократным изменением уровня мирового океана, многократными похолоданиями, потеплениями или установлениями ровного и тёплого климата, усилением намагниченности полюсов Земли.

Изменения средней температуры на Земле в фанерозое

## Возникновение определения
До первой половины XX века для обозначения временного промежутка от кембрийского периода до голоценовой эпохи не существовало единого термина. Чаще всего применялся термин «постдокембрий» (англ. Post-Pre-Cambrian). Впервые термин «фанерозой» для обозначения последних 540 миллионов лет истории Земли был употреблён в 1930 году американским геологом Джорджем Чедвиком. Более раннюю историю Земли Чедвик предложил называть «криптозоем» (англ. Cryptozoic). В этот эон Чедвик включил эры протерозоя и археозоя (англ. Archeozoic — устаревшее название архея). Фанерозойский эон официально был признан частью международной геохронологической шкалы в 1989 году.

## Разнообразие видов

Динамика изменения численности разнообразия живых организмов в фанерозое

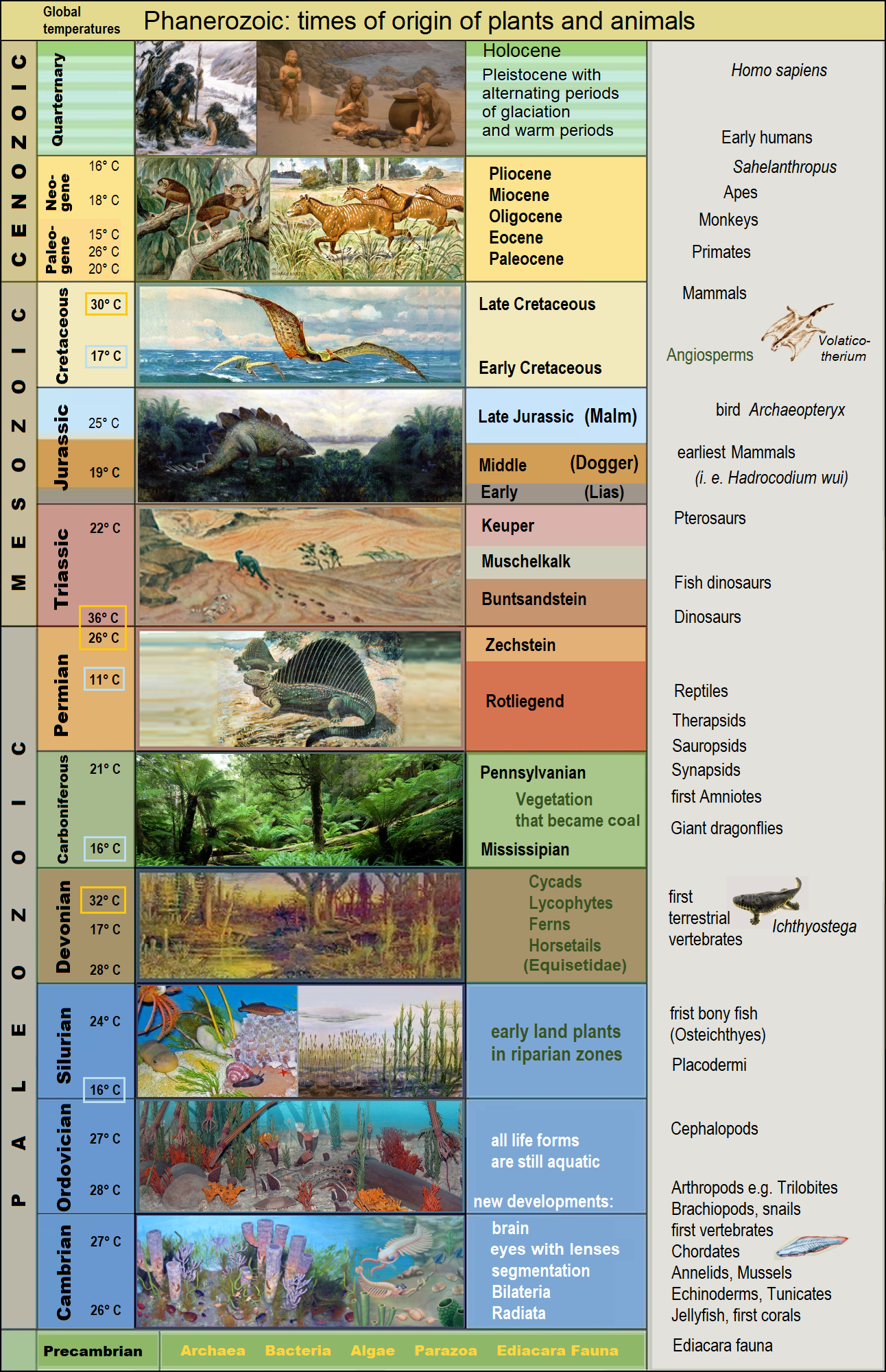
Время появления новых групп животных и растений в фанерозое (слева). Глобальные температуры по Скотезе (справа)

Эра фанерозоя отличалась большим разнообразием флоры и фауны на земле, которая, однако, сильно колебалась в разные периоды. Создание модельных величин, демонстрирующих изменение в разнообразии организмов остаётся популярным в среде популяционной биологии. В результате некоторых исследований отмечено, что разнообразие видов стало гораздо больше в последний период фанерозоя. Причиной может быть само время, позволившее организмам эволюционировать в более разнообразные виды, или же погрешность расчётов, так как не известно, сколько человек открыл вымерших ископаемых видов.
| Докембрий | Фанерозой | Фанерозой | Фанерозой | Фанерозой | Фанерозой | Фанерозой | Фанерозой | Фанерозой | Фанерозой | Фанерозой | Фанерозой | Фанерозой | Эон       |
| Докембрий | Палеозой  | Палеозой  | Палеозой  | Палеозой  | Палеозой  | Палеозой  | Мезозой   | Мезозой   | Мезозой   | Кайнозой  | Кайнозой  | Кайнозой  | Эра       |
| --------- | --------- | --------- | --------- | --------- | --------- | --------- | --------- | --------- | --------- | --------- | --------- | --------- | --------- |
| Докембрий | Кембрий   | Ордо вик  | Сил ур    | Девон     | Карбон    | Пермь     | Триас     | Юра       | Мел       | Палео ген | Нео ген   |           | П-д       |
| 4567      | 538,8     | 486,85    | 443,1     | 419,62    | 358,86    | 298,9     | 251,902   | 201,4     | 143,1     | 66,0      | 23,04     |           | млн лет ← |
| 4567      | 538,8     | 486,85    | 443,1     | 419,62    | 358,86    | 298,9     | 251,902   | 201,4     | 143,1     | 66,0      | 23,04     | 2,58      |           |

## Эры и периоды фанерозоя
Фанерозой подразделяется на 3 эры — Палеозой, Мезозой и Кайнозой, которые охватывают на 12 периодов.

### Палеозой
Палеозойская эра началась 539 млн лет назад и закончилась 252 млн лет назад. В течение эры жизнь бурно развивалась и вышла из воды на сушу. Границы эры определяются кембрийским взрывом (нижняя граница) и массовым пермским вымиранием (верхняя граница).
Самая продолжительная эра фанерозоя, длилась 287 млн лет, подразделяется на 6 периодов.

#### Кембрийский период(539—485 млн лет назад)
Крупные хищники кембрия, ордовика и силура
В самом начале периода происходит кембрийский взрыв — резкое увеличение количества и разнообразия живых организмов. Появляются первые хордовые, такие как пикайя и хайкоуихтис, а также первые трилобиты и аномалокарис — крупнейший хищник тех времён (все эти животные обладали скелетом). Закладывается система «хищник — жертва».

#### Ордовикский период(485—443 млн лет назад)
В начале периода происходит «ордовикская радиация», вторая крупная эволюционная радиация после кембрийской. Появляются первые морские ежи. Моллюск ортоцерас становится крупнейшим хищником периода. На сушу выходят первые растения.
В конце периода происходит ордовикско-силурийское вымирание.

#### Силурийский период(443—419 млн лет назад)

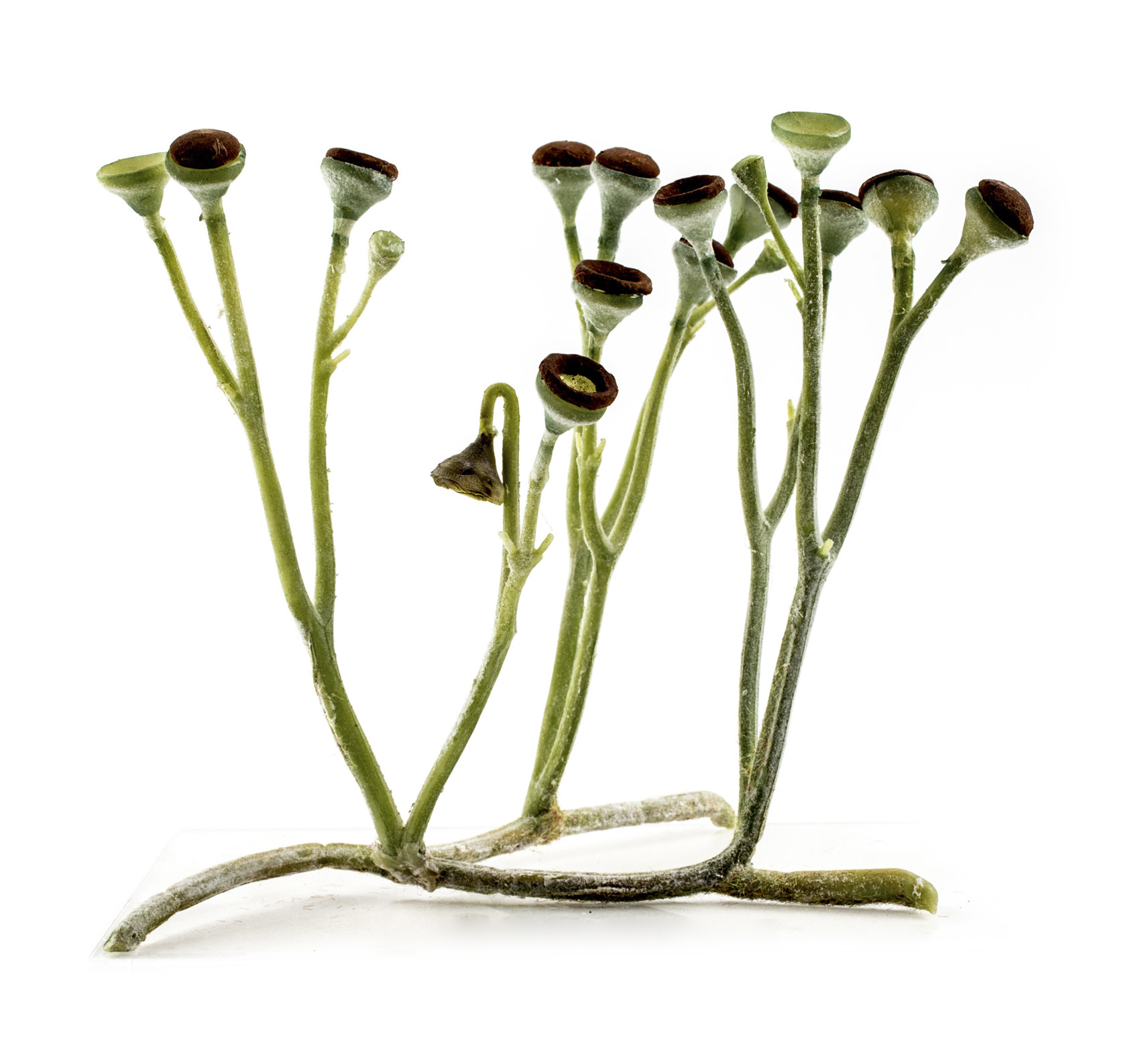
Куксония

Самый короткий период палеозоя, длился 24 млн лет. На суше растёт куксония, появляются первые наземные членистоногие. Птеригот — крупнейшее членистоногое всех времён, жил в конце периода.

#### Девонский период(419—359 млн лет назад)

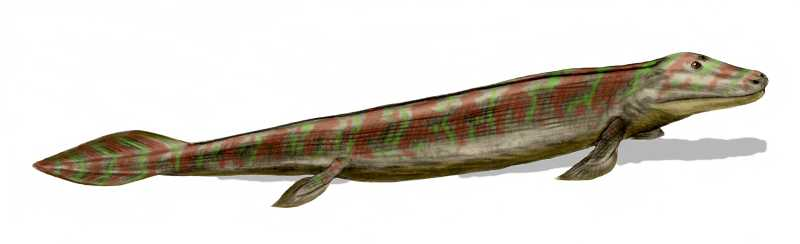
Тиктаалик

В течение периода флора и фауна значительно меняется.
Появляются сосудистые растения и деревья. Это привело к тому, что уже к концу периода почти вся суша была покрыта лесами. В конце периода у растений уже появились листья.
В океанах начинается эволюция четвероногих. Количество видов рыб становится огромным, из-за чего девонский период получил название «эпоха рыб». Появились классы панцирных (ныне вымерших), лучепёрых, хрящевых и лопастепёрых рыб (до этого существовали лишь бесчелюстные позвоночные).
У лопастепёрых рыб развиваются пятипалые конечности. 375 млн лет назад появился тиктаалик — переходная форма между рыбами и четвероногими. Спустя 10 млн лет появляются акантостега и ихтиостега, у которых уже появились пальцы.
В конце периода происходит девонское вымирание.

#### Каменноугольный период(359—299 млн лет назад)

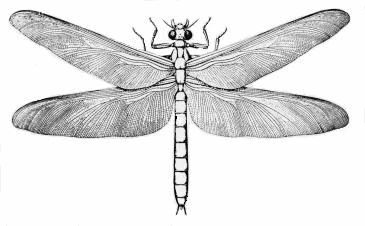
Меганевра

Из-за обилия лесов и отсутствия растительноядных животных уровень кислорода в атмосфере в каменноугольный период увеличился до 35 % к концу периода, что стало самым высоким уровнем кислорода в атмосфере Земли за всю её историю. Из-за этого на суше появились огромные членистоногие, такие как стрекозообразное насекомое меганевра и многоножка артроплевра. Средняя температура составляла 20 °C, но к середине периода понизилась до 10 °C.
Позвоночные были не такие большие, чаще всего до 1 м в длину. Появились первые амниоты — рептилии, которые к концу периода разделились на завропсид и синапсид. От последних позже произойдут млекопитающие.
Из амфибий самыми распространёнными были лабиринтодонты (ранее известные как стегоцефалы) и тонкопозвонковые.
В конце периода из-за высоких уровней кислорода происходит событие, известное как «кризис каменноугольных лесов». Температура на планете снижается.

#### Пермский период(299—252 млн лет назад)

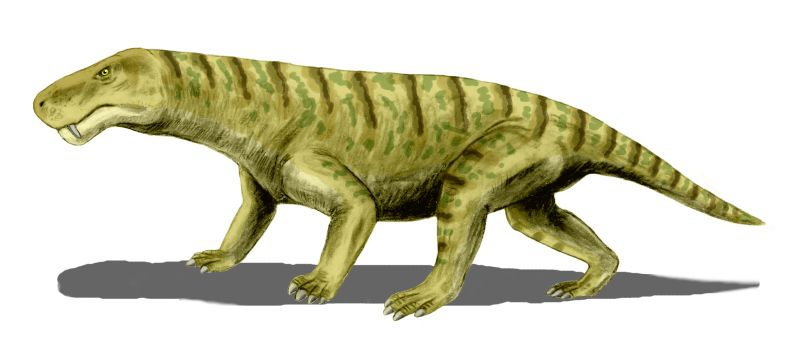
Иностранцевия

В пермском периоде появляются растительноядные позвоночные, из-за чего уровень кислорода в атмосфере понижается. Членистоногие вновь уменьшаются в размерах. Континенты собираются в единый суперконтинент Пангея.
Доминирующей группой четвероногих становятся синапсиды (также известные как звероподобные рептилии), такие как хищные диметродон, иностранцевия и растительноядные мосхопс и скутозавр.
В конце периода происходит самое массовое вымирание за всю историю Земли, уничтожившее 70 % наземной 96 % морской жизни. Среди прочих исчезли трилобиты, большая часть синапсид (оставшиеся либо вымрут, либо станут млекопитающими). Некоторые выжившие завропсиды позже эволюционируют в архозавров (динозавров и современных рептилий).

### Мезозой
Мезозойская эра (известная также как эра динозавров) началась 251 млн лет назад и закончилась 66 млн лет назад. Доминирующей группой животных становятся динозавры, а также летающие птерозавры, в море — ихтиозавры. Синапсиды эволюционируют в примитивных млекопитающих, а некоторые динозавры — в птиц.
Длилась 185 млн лет, подразделяется на 3 периода.

#### Триасовый период(252—201 млн лет назад)

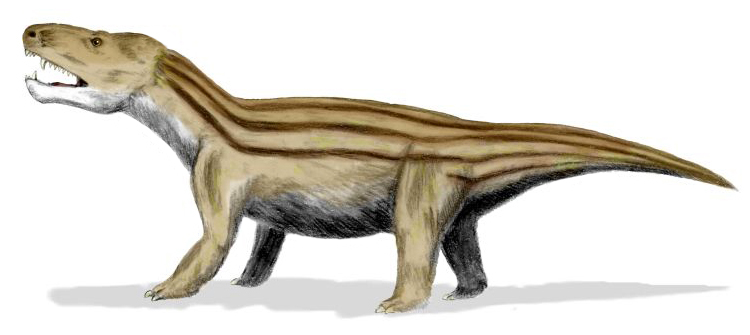
Циногнат

В течение периода климат был тёплый. В начале периода типичными обитателями планеты были листрозавр, эупаркерия, темноспондильные и лабиринтодонты. Все они пережили массовое пермское вымирание. 247 млн лет назад появился циногнат — один из предков млекопитающих, сам он являлся цинодонтом. Появились первые крокодилы.
Первые динозавры появились 233 млн лет назад. Через 5 млн лет появились птерозавры.
В конце периода происходит массовое вымирание, позволившее динозаврам стать доминирующей группой животных на суше, а птерозаврам — в воздухе.

#### Юрский период(201—145 млн лет назад)

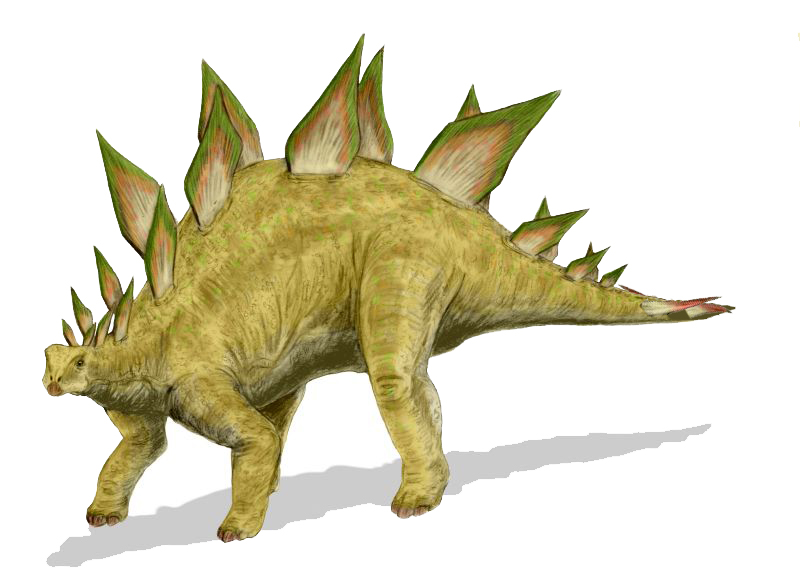
Стегозавр

В этот период динозавры достигают огромного разнообразия. Появляются такие группы, как зауроподы, стегозавры, дилофозавры и аллозавры. Пангея распадается на Лавразию и Гондвану.
В небе летали птеродактили. Появилась первая птица — археоптерикс.
Цинодонты эволюционировали в примитивных млекопитающих, таких как юрамайя, волатикотерий и касторокауда. Из-за динозавров эти животные были небольшими и вели скрытный образ жизни, чтобы не быть съеденными хищниками.

#### Меловой период(145—66 млн лет назад)

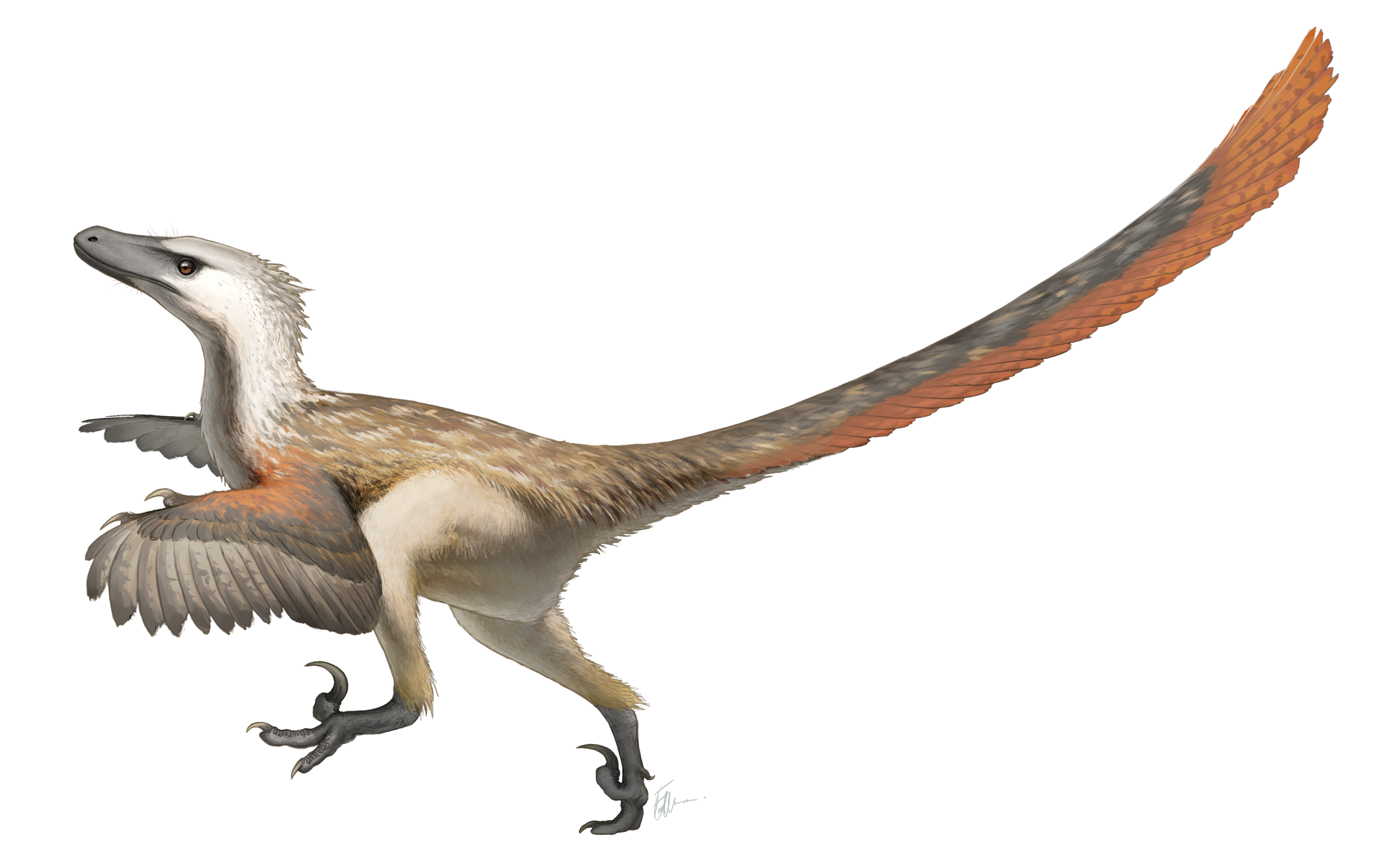
Велоцираптор

Лавразия и Гондвана распадаются на современные материки. Млекопитающие продолжают эволюционировать, разделяясь на однопроходных и сумчатых.
Появляются такие динозавры, как трицератопс, тираннозавр рекс, троодон, пахицефалозавр, паразауролоф и другие. В небе летали птеранодоны и кетцалькоатль — самое крупное летающее животное.
В конце периода происходит вымирание, в результате которого вымерли все динозавры, птерозавры и ихтиозавры. Однако существуют спорные и противоречивые признаки того, что некоторые нептичьи динозавры смогли пережить вымирание и прожили ещё несколько миллионов лет после него.

### Кайнозой
Кайнозойская эра началась 66 млн лет назад и продолжается по сей день. После вымирания динозавров млекопитающие занимают доминирующее положение на суше, эволюционируя в самые разнообразные формы. В небе доминирующее положение занимают птицы.
Подразделяется на 3 периода.

#### Палеогеновый период(66—23 млн лет назад)

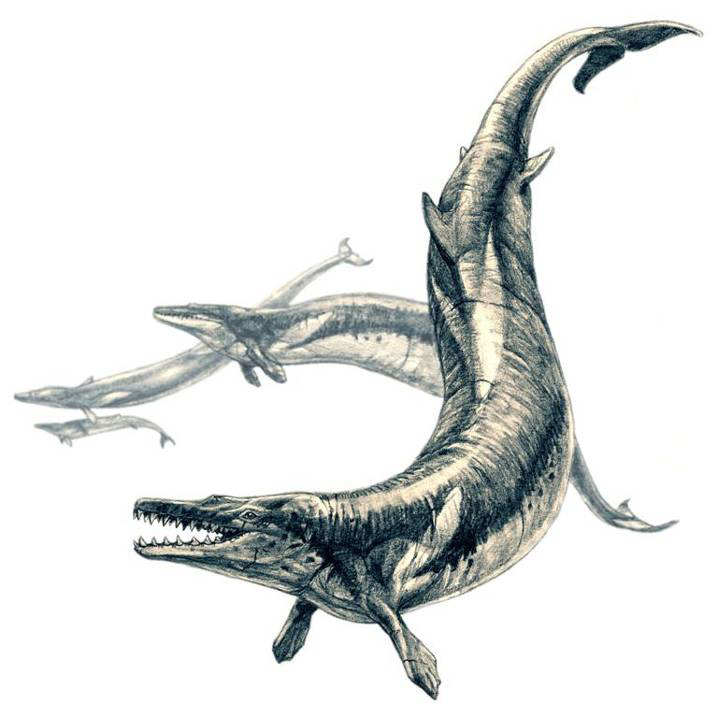
Несмотря на название, базилозавр был китообразным

В начале периода млекопитающие заняли все экологические ниши, оставленные динозаврами. Появились плацентарные млекопитающие, разделившиеся на приматов, хищных, грызунов, китопарнокопытных и других. Все они начинают стремительно эволюционировать.
Несмотря на такое разнообразие, в начале палеогена эти животные были небольшими и до сих пор скрытными, так как по земле бродили большие нелетающие хищные птицы, такие как гасторнис. К середине палеогена они уже не представляли для млекопитающих опасности, а в четвертичном периоде вовсе вымерли.
К концу периода появляются первые млекопитающие, которых можно отнести к мегафауне, например индрикотерий — крупнейшее наземное млекопитающее.

#### Неогеновый период(23—2,58 млн лет назад)

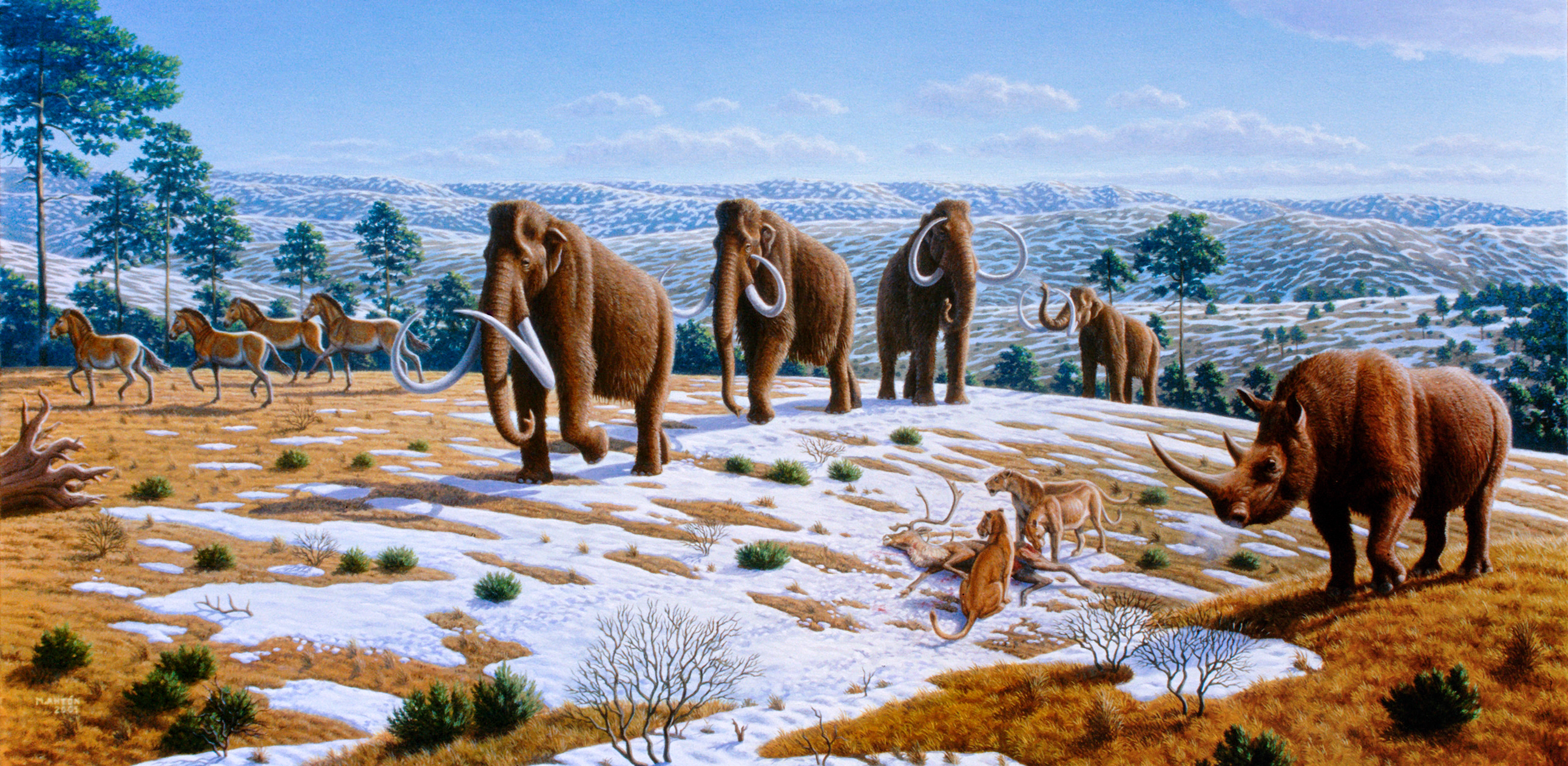
Фауна ледникового периода — мамонты и шерстистые носороги

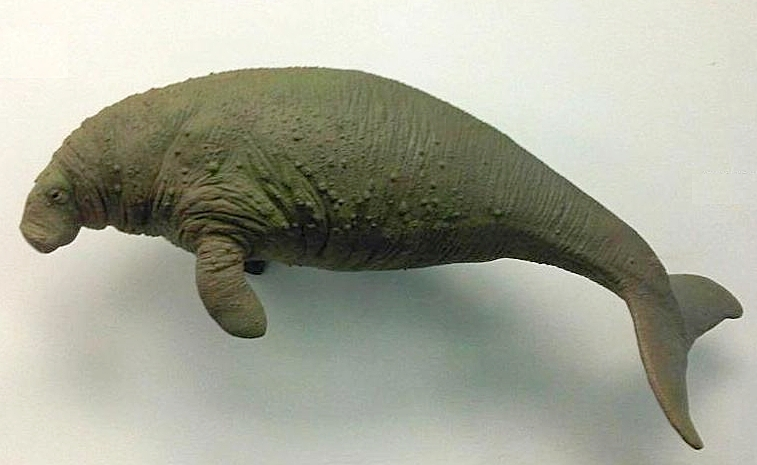
Стеллерова корова была истреблена всего через 27 лет после открытия

В этот период климат становится прохладнее. Млекопитающие и птицы эволюционировали в свой современный облик (хотя некоторые современные виды появятся лишь после ледникового периода). Высшие приматы эволюционируют в человекообразных обезьян, одни из которых станут австралопитеками — предками современных людей.
Континенты приобретают близкие к современным очертания. 5 млн лет назад в Средиземном море происходит мессинский кризис солёности, в ходе которого море на несколько тысяч лет высохло частично или почти полностью.

#### Четвертичный период(начался 2,58 млн лет назад)
Из-за похолодания климата начинается нынешний ледниковый период. Появляются многие современные виды животных, в том числе человек разумный. Происходит вымирание мегафауны, вымерли мамонты, смилодоны, европейские львы и многие другие. Некоторые виды животных, такие как собака, кошка и корова одомашиваются человеком.
Из-за человеческой деятельности вымирают многие виды млекопитающих и птиц, по крайней мере 322 вида вымерли со времён промышленного переворота. Начиная с XX века человечество пытается сохранять вымирающие виды, они заносятся в Красную книгу, охота на них запрещена.